# Distrito Escolar Independiente de Katy
El Distrito Escolar Independiente de Katy (Katy Independent School District o KISD en inglés) es el distrito escolar del estado de Texas, Estados Unidos. Su sede está en Katy. Gestiona escuelas en Katy, Houston, y área no incorporadas (Cinco Ranch).

## Escuelas

### Escuelas secundarias
- Katy High School (EN)
- James E. Taylor High School (EN)
- Mayde Creek High School (EN)
- Cinco Ranch High School (EN)
- Morton Ranch High School (EN)
- Seven Lakes High School (EN)
- Obra D. Tompkins High School (EN)

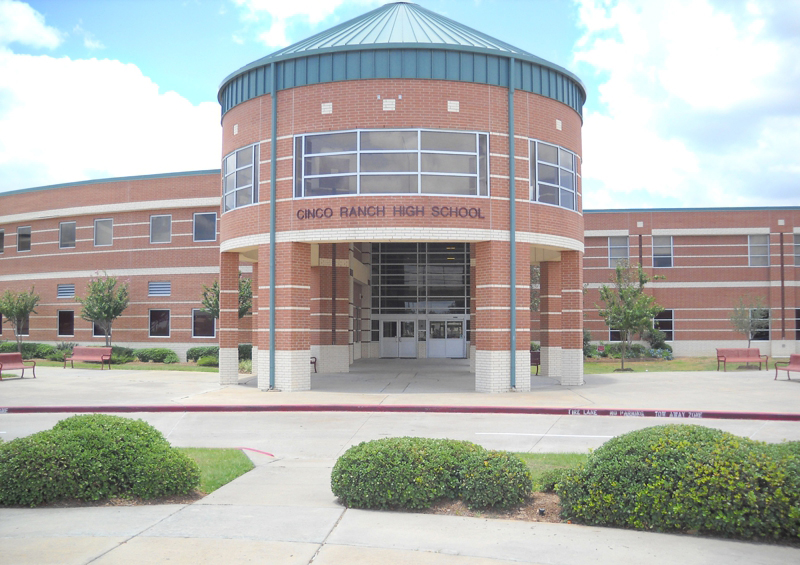
Cinco Ranch High School

- Patricia E. Paetow High School ()
- Jordan High School ()
- Freeman High School

### Escuelas Intermedias
- Joe M. Adams Junior High
- Rodger and Ellen Beck Junior High
- Beckendorff Junior High
- Cardiff Junior High
- Cinco Ranch Junior High
- Cindy Haskett Junior High
- Katy Junior High
- Mayde Creek Junior High
- T. H. McDonald Junior High
- Garland McMeans Junior High
- Memorial Parkway Junior High
- Morton Ranch Junior High
- Nelson Junior High
- Seven Lakes Junior High
- Stockdick Junior High
- James and Sharon Tays Junior High
- West Memorial Junior High
- Woodcreek Junior High

### Escuelas Primarias
- Roosevelt Alexander Elementary
- Bear Creek Elementary
- Catherine Bethke Elementary
- Robert and Felice Bryant Elementary
- Amy Campbell Elementary
- Cimarron Elementary
- David & Terri YoungBlood Elemenrary
- Betty Sue Creech Elementary
- Keiko Davidson Elementary
- Jo Ella Exley Elementary
- Edna Mae Fielder Elementary
- Franz Elementary
- Loraine T. Golbow Elementary
- Michael Griffin Elementary
- Jeanette Hayes Elementary
- Bonnie Holland Elementary
- Zelma Hutsell Elementary
- MayDell Jenks Elementary
- Katy Elementary
- Kilpatrick Elementary
- Robert E. King Elementary
- Olga Leonard Elementary
- Mayde Creek Elementary
- Peter McElwain Elementary
- Polly Ann McRoberts Elementary
- Memorial Parkway Elementary
- Morton Ranch Elementary
- Nottingham Country Elementary
- Hazel S. Pattison Elementary
- James E. Randolph Elementary
- Rhoads Elementary
- Robertson Elementary
- Rylander Elementary
- Betty and Jean Schmalz Elementary
- Fred and Patti Shafer Elementary
- Stan Stanley Elementary
- Stephens Elementary
- Sundown Elementary
- West Memorial Elementary
- James E. Williams Elementary
- Tom Wilson Elementary
- Diane Winborn Elementary
- Maurice L. Wolfe Elementary
- Ray and Jamie Wolman Elementary
- Wood Creek Elementary